# پینخاس زوکرمن
پینخاس زوکرمن (عبری: פנחס צוקרמן‎؛ زادهٔ ۱۶ ژوئیهٔ ۱۹۴۸) یک موسیقی‌دان، رهبر ارکستر و نوازندهٔ ویولن و ویولا اهل اسرائیل است. وی از سال ۱۹۶۱ میلادی تاکنون مشغول فعالیت بوده‌است.
او تئوری موسیقی را در سن ۴ سالگی و نواختن کلارینت را در سن ۸ سالگی از پدرش فرا گرفت. آیزاک استرن و پابلو کاسالس در سفرشان به اسرائیل از استعداد او در زمینهٔ موسیقی با خبر شدند و این موضوع سبب شد تا او به ایالات متحده آمریکا و در مدرسه جولیارد زیر نظر ایوان گالامیان به فراگیری ویولن بپردازد.
وی نخستین اجرای حرفه‌ای‌اش را در سن ۱۵ سالگی در نیویورک انجام داد و در سال ۱۹۶۹ میلادی، به‌طور مشترک با کیانگ وا چانگ برندهٔ جایزهٔ نخست رقابت‌های لِـوِنتریت شد. از آن پس او با ارکسترهای مشهور دنیا همچون فیلارمونیک نیویورک و ارکستر سمفونیک لندن به اجرای برنامه پرداخته‌است.